# Serguéi Obraztsov

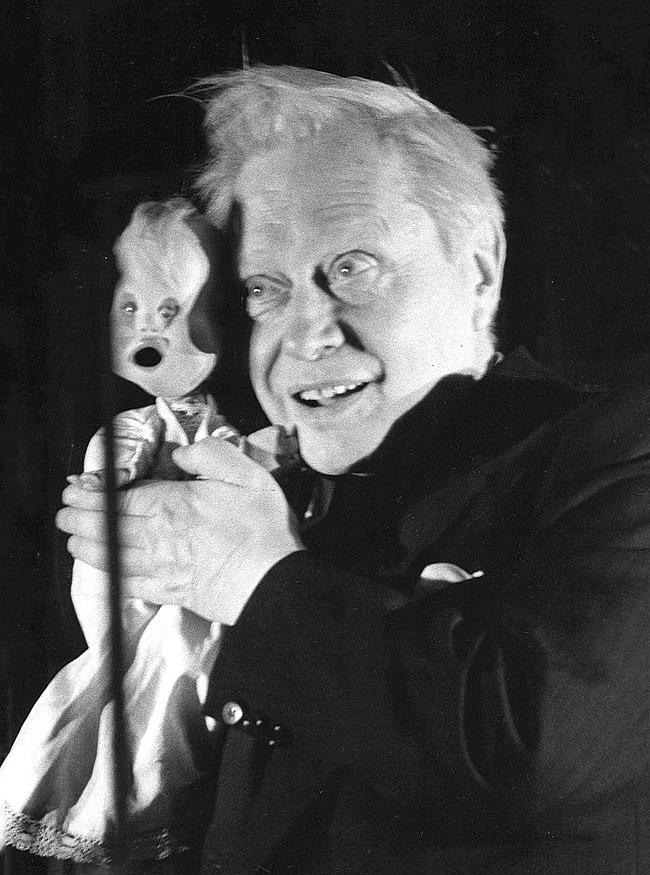
Serguéi Obraztsov en 1973.

Serguéi Vladímirovich Obraztsov (del ruso: Сергей Владимирович Образцов), nacido el 5 de julio de 1901 en Moscú y fallecido el 8 de mayo de 1992, en la misma ciudad, fue un titiritero ruso. 
Su compañía de teatro actuó en más de 350 ciudades en la Unión Soviética y en unas 90 de otros países. Uno de sus espectáculos más conocidos fue Un Concierto Inusual (1946), que era una sátira de los malos artistas. 
Escribió su autobiografía y un estudio sobre el teatro de títeres en China. Fue nombrado Artista del Pueblo de la URSS en 1952, y Héroe del Trabajo Socialista en 1971.  
Obraztsov fue, desde 1976 hasta 1984, el presidente de la Unión Internacional de la Marioneta y, desde 1984, Presidente Honorario. Murió el 8 de mayo de 1992. Su tumba está en el Cementerio Novodévichi .
La Fundación Obraztsov fue creada en 1998, para preservar su legado. Cuenta con una singular colección de títeres de todo el mundo. 